# Mitch Leigh
Mitch Leigh, all'anagrafe Irwin Michnick (Brooklyn, 30 gennaio 1928 – Manhattan, 16 marzo 2014) è stato un compositore e produttore teatrale statunitense.

## Biografia
Mitch Leigh nacque a Brooklyn e studiò musica a Yale sotto la supervisione di Paul Hindemith. Iniziò la sua carriera come pianista jazz e componendo jingle pubblicitari.
Ottenne il successo a Broadway nel 1965 con il musical Man of La Mancha, di cui Leigh scrisse la colonna sonora, che annovera la celebre "The Impossible Dream". Il musical gli valse il Tony Award alla migliore colonna sonora originale, fu un enorme successo e rimase in cartellone a Broadway per oltre duemila rappresentazioni.
Leigh non riuscì mai a replicare il successo di Man of La Mancha e i suoi musical successivi – Chu Chem (1966), Cry for Us All (1970), Home Sweet Homer (1976) e Ain't Broadway Grand! (1989) – si rivelarono dei clamorosi insuccessi.
Nel 1985 produsse e diresse un nuovo allestimento di The King and I a Broadway con Yul Brynner e Mary Beth Peil, per cui Leigh ottenne una candidatura al Tony Award alla miglior regia di un musical.